# Molophilus archboldeanus
Molophilus archboldeanus är en tvåvingeart som beskrevs av Alexander 1961. Molophilus archboldeanus ingår i släktet Molophilus och familjen småharkrankar. Inga underarter finns listade i Catalogue of Life.